# بيدرو خوسيه إسكالون
بيدرو خوسيه إسكالون (بالإسبانية: Pedro José Escalón)‏ (و. 1847 – 1923 م) هو سياسي من السلفادور .